# Stedelijke economie
Stedelijke economie is in brede zin de economische studie van stedelijke gebieden; als zodanig omvat het gebruik van instrumenten uit de economie om stedelijke kwesties zoals criminaliteit, onderwijs, openbaar vervoer, huisvesting en lokale overheidsfinanciën te analyseren. Meer specifiek is het een tak van de micro-economie die de stedelijke ruimtelijke structuur en de locatie van huishoudens en bedrijven bestudeert.
Historisch gezien werd de stedelijke economie, net als de economie in het algemeen, beïnvloed door meerdere denkrichtingen, waaronder de originele institutionele economie en de marxistische economie. Deze heterodoxe economische stromingen worden nog steeds gebruikt in hedendaagse politiek-economische analyses van steden. Maar de meeste stedelijke economie is tegenwoordig neoklassiek georiënteerd en grotendeels gericht op stedelijke ervaringen in het Mondiale Noorden. Deze dominante stedelijke economie beïnvloedt ook mainstream media zoals The Economist. Tegenwoordig is veel stedelijke economische analyse gebaseerd op een specifiek model van stedelijke ruimtelijke structuur, het monocentrische stadsmodel dat in de jaren 1960 werd ontwikkeld door William Alonso, Richard Muth en Edwin Mills. Terwijl de meeste andere vormen van neoklassieke economie geen rekening houden met ruimtelijke relaties tussen individuen en organisaties, richt de stedelijke economie zich juist op deze ruimtelijke relaties om de economische motivaties te begrijpen die ten grondslag liggen aan de vorming, het functioneren en de ontwikkeling van steden.
Sinds de formulering in 1964 heeft het monocentrische stadsmodel van Alonso van een schijfvormig Central Business District (CBD) en de omliggende woonregio als uitgangspunt gediend voor stedelijke economische analyse. Monocentriciteit is in de loop der tijd afgezwakt door veranderingen in technologie, met name sneller en goedkoper transport (waardoor forensen verder van hun werk in het CBD kunnen wonen) en communicatie (waardoor backoffice-activiteiten buiten het CBD kunnen plaatsvinden).
Daarnaast heeft recent onderzoek getracht de polycentriciteit te verklaren die wordt beschreven in Joel Garreau's Edge City. Verschillende verklaringen voor polycentrische expansie zijn voorgesteld en samengevat in modellen die rekening houden met factoren zoals nutsvoordelen door lagere gemiddelde grondprijzen en toenemende (of constante) opbrengsten als gevolg van agglomeratie-economieën.

## Inleiding
Stedelijke economie is geworteld in de locatietheorieën van von Thünen, Alonso, Christaller en Lösch die het proces van ruimtelijke economische analyse in gang hebben gezet. Economie is de studie van de toewijzing van schaarse middelen, en aangezien alle economische fenomenen plaatsvinden binnen een geografische ruimte, richt de stedelijke economie zich op de toewijzing van middelen over de ruimte in relatie tot stedelijke gebieden. Andere takken van de economie negeren de ruimtelijke aspecten van besluitvorming, maar de stedelijke economie richt zich niet alleen op de locatiebeslissingen van bedrijven, maar ook van steden zelf, aangezien steden zelf centra van economische activiteit vertegenwoordigen.
Veel ruimtelijke economische onderwerpen kunnen worden geanalyseerd binnen ofwel een stedelijk of regionaal economisch kader, aangezien sommige economische verschijnselen voornamelijk invloed hebben op gelokaliseerde stedelijke gebieden, terwijl andere over veel grotere regionale gebieden worden gevoeld. Arthur O'Sullivan is van mening dat de stedelijke economie is onderverdeeld in zes gerelateerde thema's: marktkrachten in de ontwikkeling van steden, landgebruik binnen steden, stedelijk vervoer, stedelijke problemen en overheidsbeleid, huisvesting en overheidsbeleid, en lokale overheidsuitgaven en belastingen.

## Marktkrachten in de ontwikkeling van steden
Marktkrachten in de ontwikkeling van steden hebben betrekking op hoe de locatiebeslissing van bedrijven en huishoudens de ontwikkeling van steden veroorzaakt. De aard en het gedrag van markten zijn enigszins afhankelijk van hun locatie, daarom hangt de marktprestatie gedeeltelijk af van de geografie Sjabloon:Harvcol. Als een bedrijf zich vestigt in een geografisch geïsoleerde regio, zal zijn marktprestatie anders zijn dan die van een bedrijf in een geconcentreerde regio. De locatiebeslissingen van zowel bedrijven als huishoudens creëren steden die verschillen in omvang en economische structuur. Wanneer industrieën clusteren, zoals in Silicon Valley in Californië, creëren ze stedelijke gebieden met dominante bedrijven en een onderscheidende economie.
Door te kijken naar locatiebeslissingen van bedrijven en huishoudens, kan de stedelijk econoom zich richten op de vraag waarom steden zich ontwikkelen waar ze dat doen, waarom sommige steden groot zijn en andere klein, wat economische groei en neergang veroorzaakt, en hoe lokale overheden de stedelijke groei beïnvloeden Sjabloon:Harvcol. Omdat stedelijke economie zich bezighoudt met het stellen van vragen over de aard en werking van de economie van een stad, zijn modellen en technieken die binnen het vakgebied zijn ontwikkeld primair ontworpen om verschijnselen te analyseren die beperkt zijn binnen de grenzen van een enkele stad Sjabloon:Harvcol.

## Landgebruik
Bij het bekijken van landgebruik binnen grootstedelijke gebieden, probeert de stedelijk econoom de ruimtelijke organisatie van activiteiten binnen steden te analyseren. In pogingen om waargenomen patronen van landgebruik te verklaren, onderzoekt de stedelijk econoom de locatiekeuzes van bedrijven en huishoudens binnen de stad. Rekening houdend met de ruimtelijke organisatie van activiteiten binnen steden, behandelt de stedelijke economie vragen over wat de prijs van grond bepaalt en waarom die prijzen over de ruimte variëren, de economische krachten die de verspreiding van werkgelegenheid van de centrale kern van steden naar buiten veroorzaakten, het identificeren van landgebruikscontroles, zoals zonering, en het interpreteren hoe dergelijke controles de stedelijke economie beïnvloeden Sjabloon:Harvcol.

## Economisch beleid
Economisch beleid wordt vaak op stedelijk niveau geïmplementeerd, dus economisch beleid is vaak gekoppeld aan stedelijk beleid Sjabloon:Harvcol. Stedelijke problemen en overheidsbeleid hangen samen met stedelijke economie, aangezien het thema stedelijke problemen, zoals armoede of criminaliteit, relateert aan economie door te zoeken naar antwoorden met economische sturing. Bijvoorbeeld, maakt de neiging van armen om dicht bij elkaar te wonen hen nog armer? Sjabloon:Harvcol.

## Transport en economie
Stedelijk vervoer is een thema van stedelijke economie omdat het invloed heeft op landgebruikspatronen, aangezien transport de relatieve bereikbaarheid van verschillende locaties beïnvloedt. Kwesties die stedelijk vervoer verbinden met stedelijke economie zijn onder andere het tekort dat de meeste vervoersautoriteiten hebben en efficiëntievragen over voorgestelde transportontwikkelingen zoals lightrail Sjabloon:Harvcol.

## Huisvesting en overheidsbeleid
Huisvesting en overheidsbeleid houden verband met stedelijke economie, aangezien huisvesting een uniek type handelswaar is. Omdat huisvesting immobiel is, kiest een huishouden bij de keuze van een woning ook voor een locatie. Stedelijke economen analyseren de locatiekeuzes van huishoudens in samenhang met de markteffecten van huisvestingsbeleid Sjabloon:Harvcol.
Bij het analyseren van huisvestingsbeleid maken we gebruik van marktstructuren, bijvoorbeeld een perfecte marktstructuur. Er zijn echter problemen bij het maken van deze analyse, zoals financiering, onzekerheid, ruimte, enz.

## Overheidsuitgaven en belastingen
Het laatste thema van lokale overheidsuitgaven en belastingen houdt verband met stedelijke economie omdat het de efficiëntie analyseert van de gefragmenteerde lokale overheden die in grootstedelijke gebieden aanwezig zijn Sjabloon:Harvcol.

## Verdere lectuur
- Garreau, Joel. Edge City: Life on the New Frontier. 1992. Anchor. ISBN 978-0-385-42434-9.
- Goldstein, Gerald S.; Moses, Leon N. (1973). "A Survey of Urban Economics". Journal of Economic Literature. 11 (2): 471–515.
- Kahn, Matthew. Green Cities: Urban Growth and the Environment. 2006. Brookings ISBN 978-0-8157-4816-8.
- Obeng-Odoom, Franklin. Reconstructing Urban Economics: Towards a Political Economy of the Built Environment. 2016. Zed. ISBN 978-1-7836-0659-7
- Stilwell, Frank. Understanding Cities & Regions: Spatial Political Economy. 1993 ISBN 978-0-9491-3888-0.

- Bibliothèque nationale de France: cb11950164d (data)
- Library of Congress Control Number: sh85141310
- Bibliotheek van het Japanse parlement: 00982433
- Nationale Bibliotheek van Israël: 987007529772805171